# Miguel Alemán (Hermosillo)
Miguel Alemán o también llamada La Doce, es un pueblo perteneciente al municipio de Hermosillo, ubicada en el centro del estado mexicano de Sonora en la zona del desierto sonorense. El pueblo es la segunda localidad más poblada del municipio, sólo después de Hermosillo, la cual es la cabecera municipal y también la capital del estado.
Según los datos del Censo de Población y Vivienda realizado en 2010 por el Instituto Nacional de Estadística y Geografía (INEGI), Miguel Alemán tiene un total de 35,000habitantes, lo que la convierte en la segunda localidad no municipalizada más poblada del estado, quedando debajo de la ciudad de Esperanza, perteneciente al municipio de Cajeme.
Los primeros asentamientos en este lugar se dieron en la década de los años 1960, teniendo su primer registro como localidad en el evento censal del año de 1970, con la categoría de campo agrícola. Su mayor crecimiento se dio en la década de los años 1980, donde su población creció más del triple. Actualmente tiene la categoría de comisaría.
En el año de 2010, los residentes de Miguel Alemán decidieron comenzar a recaudar fondos y requisitos e iniciar la gestión para convertir a la ciudad en un municipio más del estado de Sonora, y así lograr ser una comunidad con un gobierno autónomo e independiente, esperando tener una división territorial y política como la tienen los 72 municipios que constituyen a Sonora. Algunas localidades vecinas como El Choyudo, Sahuímero y otras pasarían a formar parte de este nuevo municipio deseado, segregándose de Hermosillo.